# DDTプロレスリング

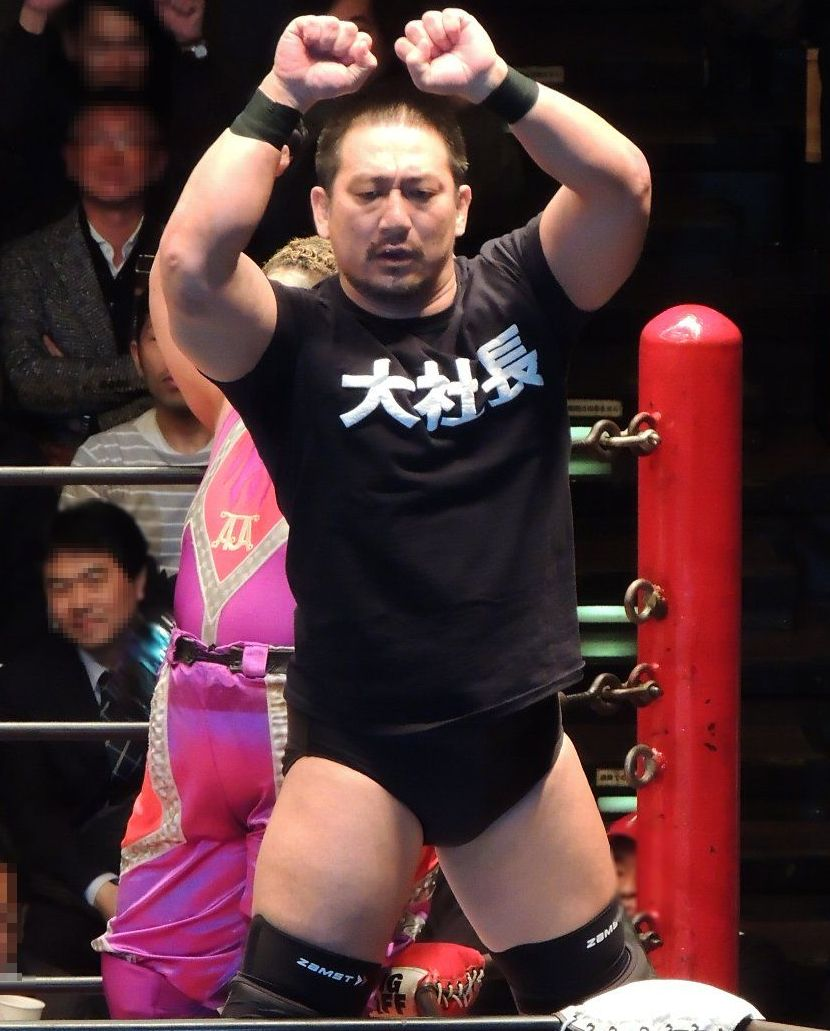
取締役副社長の高木三四郎

DDTプロレスリング（ディー・ディー・ティー・プロレスリング、英: DDT Pro-Wrestling）は、日本のプロレス団体。「DDT」は旧名称である「ドラマチック・ドリーム・チーム（Dramatic Dream Team）」の略。

## 団体名の由来
プロレス技「DDT」と同じ略称となるようにプロレスを題材にした漫画『1・2の三四郎 2』の主人公が所属しているプロレス団体「ドリームチーム（Dream Team）」に「ドラマティック（Dramatic)」を冠したものである。設立当初はドラマチック・ドリーム・チームが正式な団体名であった。なお、旗揚げメンバーであった野沢一茂は団体名の候補として「超日本プロレス」という名称を提案していたが却下されている。2004年4月1日、新法人への移行に合わせて団体名をDDTプロレスリングに改称。

## 特徴
エンターテインメント色が強いことが団体の特色であり、プロレス記者の鈴木健はDDTのスタイルを「文化系プロレス」と名づけた。
試合は小規模会場、ライブハウス、式場の大広間で定期的な興行を開催してエンターテインメント色を大胆に打ち出すことによって支持を拡大していった。年に数回、地方遠征、プロレスを間近で見たことが無い人達に見てもらいファンを増やす目的で地域のお祭りや買い興行（スポンサーに空席分のチケット代や使用料、交通費等各費用を負担してもらい団体から絶対に損益が出ない興行）による無料興行も定期的に開催している。高木三四郎の社長就任以降は両国国技館、日本武道館、さいたまスーパーアリーナ、大阪府立体育会館などでビッグマッチも開催している。
2005年から2008年まで入谷に道場を構えて道場で試合を定期的に行っていたが諸事情により道場を手放したため、新木場1stRINGなど外部の施設を借りて練習を行っていた。2014年12月17日、それまでレンタルという形で使用していたTAKESHIBAコロシアムをプロレスリングZERO1とスターダムでシェアする形で使用することを発表。2018年4月、板橋に道場を開設。2019年3月、御茶ノ水に道場を移転。
所属選手の出身はDDT生え抜き、他団体の元練習生、選手の経営しているトレーニングジム出身がいる。近年では新しいアプローチの形としてタレント、ゆるキャラのプロレスデビューにも積極的である。所属選手は普段は会社が運営する飲食店の店員として副業をしながら若しくはプロレスラーを副業としている者、子供の頃にデビューした未成年選手もいる。
対戦カード編成は若手、前座、中堅、ベテラン、メインイベンターといった概念が薄くDDTのエース、メインイベンターがメインイベントを張った次の興行では前座で登場したり逆に若手が次の試合でメインに登場することもある。

## 歴史

### 1990年代
1997年
- 3月25日、日比谷ラジオシティでプレ旗揚げ戦を開催。プレ旗揚げ戦においては「観客の過半数の支持が得られなかった場合、旗揚げは取りやめる」と宣言していた。全試合終了後、観客に意を問うたところ大部分の支持が得られて正式な旗揚げ戦となった。この大会に付けられた「Judgement」は、その後も3月下旬に行われる周年記念大会の名称として使用されている。
- 4月1日、武藤伸太郎がPWCを退団した高木三四郎、三上恭平、野沢一茂を招いてドラマチック・ドリーム・チームを設立。
- 5月14日、北沢タウンホールで旗揚げ戦を開催。この時、IWA格闘志塾より、佐々木貴が移籍して4人で旗揚げとなった。
- 8月7日、後楽園ゆうえんち内のルナパークでビアガーデンプロレス「闘うビアガーデン」を開催。1996年にPWCが全日本女子プロレスと合同で開催したものを引き継いで行われた。この年は7月、LLPWも同名のイベントを開いている。

1999年
- 9月3日、シティテレビ中野での定期放送を開始。この頃はネオ・レディースの代表だった篠泰樹が率いるユニット「ネオDDT」との抗争を繰り広げる。
- 12月22日、後楽園ホールに初進出して「イチかバチか」と名付けられたDDTの命運が懸かった興行であったが2,000人を動員して成功を収めた。

### 2000年代
2000年
- 4月19日、KO-D無差別級王座を創立。
- 6月、有限会社ドラマチック・ドリーム・チームとして法人化。武藤が社長を退任して営業担当であった三和亮（現：三和哲充）が社長、フリーの木村浩一郎が現場監督に就任。
- 6月29日、アイアンマンヘビーメタル級王座を創立。
- 8月24日、DDTタッグリーグ戦が開幕。9月14日に優勝決定戦が行われ木村&橋本友彦のタッグチーム「スーパー・レッスル」が優勝。

2001年
- 6月、KO-Dタッグ王座を創立。
- 12月8日と9日、「スーパーギア・スタジアム in 福岡ドーム」の一環として福岡ドーム大会「レスリングとんこつ in 福岡ドーム」を開催。

2002年
- 6月7日、新日本プロレス日本武道館大会で提供試合が行われた。

2003年
- 元WARの一宮章一が社長に就任。三和は会長に就任。
- 8月、TOKYO-BAYららぽーと大会に男色ディーノが初登場。

2004年
- 4月、運営会社を有限会社DDTプロレスリングに変更。これに合わせて団体名もDDTプロレスリングに改称。
- 10月、FIGHTING TV サムライにて定期中継番組「DDTドラマティックファンタジア」放送開始。

2005年
- 12月28日、一宮が引退と同時に代表を辞任。

2006年
- 1月29日、後楽園ホールで社長職をかけて高木、三和兄弟（会長の三和と弟の三和太）、泉州力、大鷲透、ゴージャス松野、すぎはら美里、子川直也、大家健、ヨシヒコの10人でロイヤルランブルを行い、優勝した高木が社長に就任。
- やがて大鷲透によるDISASTER BOX、イタリアから来日したユニット「イタリアンフォーホースメン」などと軍団抗争が活発化。
- 新日本プロレスを退団したリングアナウンサーの田中秀和が参戦、高木とのファンタジープロレス論で口論となり、長井満也、ポイズン澤田JULIEと同期である後藤達俊を引きつれ乱入。田中は澤田の呪文を無視する行動に出たため、澤田は呪文の修行で一時離脱。
- 6月4日、後楽園ホールで高木&澤田組対長井&後藤組。終盤に後藤を呪文で蛇手にかけることに成功して澤田が勝利を飾る。試合後にはリングアナウンサーの田中も蛇手させることができた。
- 11月23日、DDT EXTREME級王座を創立。
- 年末には正規軍に活を入れるべく蝶野正洋スタイルに扮した高木、天山広吉スタイル（角をつけただけ）のKUDO、おまけの矢郷さんと共に（後にアシュレイ"ノートン"サウザーが加入）ヒールユニット「チーム2サウザンアイランド」を結成。期間は短かったもののMIKAMIやHARASHIMAを奮起させた。しかし、その後は蛇界、DISASTER BOX、イタリアンフォーホースメンなどのチームが次々と解散して活動休止となったため、帰国となってしまう（後に蛇界は新・蛇界転生として復活）。

2007年
- 上半期、ハワイから来日したユニット「aWo」が登場。大鷲透が一時的離脱。HARASHIMAがKO-D王者に君臨する。
- 新宿FACEでDRAGON GATEとの合同興行「DDG」を開催。
- 設立10周年記念大会では、これまで元DDT所属選手や関係のあった選手が登場し話題となった。
- 蛇界は話し合いと試合の結果、ベアー福蛇による「明るく楽しく激しい蛇界」を宣言してロス・サルセロス・ハポネサスの衣装でドリアン澤田、マンゴー福蛇になった。
- 上記の他団体派遣で飯伏幸太らが参戦を果たして更にはグローバル・レスリング連盟への加入もあってかプロレスリング・ノアとのパイプも出来て（ちなみに高木とノアの仲田龍とは以前から交流があった）、4月1日、後楽園ホール大会で丸藤正道がノア所属選手として初めてDDTマットに立った。以降も飯伏がノアのシリーズにスポット参戦したり、マッスル坂井の対戦相手として森嶋猛が逆にDDT参戦を果たし、更には12月9日の新潟フェイズサヨナラ興行には、ノアの三沢光晴が「超大物X」としてシークレット参戦（鈴木鼓太郎とのタッグで高木&坂井組と対戦。ちなみに当初は坂井ではなく、偽沢光晴こと一宮が対戦する予定だったが、一宮が肺気胸のため、参戦をキャンセル）を果たした。
- 蛇界は仲間割れの末にポイズンは高木に策略で改造蛇人間ジャカイダーとなり、チビッ子の人気者になる。さらに長井がナガイダーとして再び参戦。
- 下半期、aWoのKooがHARASHIMAからKO-D王者を奪取。怪物なみのパワーで防衛記録を伸ばすも、リベンジに燃えるHARASHIMAが激戦の末再び君臨する。
- 往年、DDTメンバーは高木、MIKAMI、鳥羽、ポイズンによるユニット「DDTレジェンド軍」を結成。試合に勝つとMIKAMIは好きな歌を熱唱するなどやりたい放題を繰り返す。また後藤達俊がゴトウダーして参戦。
- 抜群のチームワークを誇ったaWoが、ディック東郷の裏切り、大鷲、晴也と結託したヒールユニット「メタルヴァンパイア」の誕生により解散に追い込まれた。

2008年
- 情けない試合でブーイングを受けたマイケルはFIGHTING TV サムライの生放送番組「Sアリーナ」にて生契約更改が行われたが、高木の逆鱗に触れ契約書は破かれ決裂となった。
- はぐれチームとなったaWoの本多とKooはメタル・ヴァンパイアに対して闘争心を燃やすがレフェリーの松井幸則や裏切ったKooがメタルヴァンパイア入り。高木に助けられた本多は正規軍入りする。
- 矢郷、坂井、ディーノ、高梨はユニット「ベルトハンター×ハンター」を結成する。
- 4月、高木が初の著書「俺たち文化系プロレスDDT」（太田出版）を出版。そのプロモーションとして東京・中井の伊野尾書店にて「本屋プロレス」を行う。（対戦カードは高木三四郎×飯伏幸太）。
- 9月7日、山梨県のキャンプ場「ネイチャーランド・オム」にて「キャンプ場プロレス」を初開催。
- 12月28日、後楽園ホールで開催された「NEVER MIND 2008」において2009年8月23日に両国国技館大会の開催が発表された。

2009年
- 運営会社が株式会社化。会社名は「株式会社DDTプロレスリング」。
- 8月23日、両国国技館で「両国ピーターパン 〜大人になんてなれないよ〜」が開催されて、札止めとなる8,000人を越える観客が集まった。また、同大会のEDで2010年7月25日に両国国技館大会の開催が告知された。
- 両国大会で九冠戦を征したディーノが高梨、ヨシヒコと共に「ベルトハンター×2」を結成（「再」ではない）して、世界中にあるプロレスのベルト（の0.1％）を独占することを宣言する。
- 9月13日から10月25日、若手選手によるリーグ戦「ヤングドラマ杯」が開催されて石井慧介が優勝。
- 11月29日、後楽園ホールでユニオンプロレスの石川修司がKO-D王者の飯伏幸太を破り、傘下団体ながらKO-Dのベルトが初めてDDTから流出。また、この日行われた監獄島とタイアップした経営権争奪バトルロイヤルで中澤マイケルが優勝、最高経営責任者に就任。

### 2010年代
2010年
- 2月11日、後楽園ホールに突然ヤゴウ公国軍を名乗る2人組がDDT壊滅を掲げ参戦して、その後ヤゴウ・アズナブルがDDT契約権を勝ち取る。その一方でヤゴウ＝矢郷さん疑惑が浮上し高木が契約に難色を示すが、結局強引に契約させられた。選手契約を結んだヤゴウは言論弾圧や、それに従わなかった週刊プロレスに対する制裁を行い、さらに星の屑作戦によるDDT所属選手と観客の虐殺を目論んだが、犬のように捨てられたアブ＝ノーマルことマイケルの逆襲によって阻止されて実質壊滅する。
- KO-Dタッグを獲った高木と澤宗紀のタッグチーム「変態大社長」は、混沌としたインディーマットを掻き乱してチャンピオンベルトの価値を高めるべく、DDT外のリングや路上でオファーがあればどことでも防衛戦を行うことを宣言。その後、DDTのスポンサーでもある宮地鉄工所の敷地内などで王座を防衛、以降、公園、商店街、駐車場、両国国技館の全域といった路上を中心に防衛を重ねていく。
- 3月14日、後楽園ホールで大日本プロレスの関本大介が当時KO-D王者の石川に勝利。関本が新王者となり、KO-D王座が初めて他団体に流出した。その後関本は高木、高梨、飯伏らから王座防衛を果たし、同日にKO-D王座いつでもどこでも挑戦権を獲得した大家健から譲り受ける形で、再度挑戦した石川にも勝利して、両国国技館で開催された「両国ピーターパン2010 〜夏休み ああ夏休み 夏休み〜」に王者として登場。それに対して挑戦者決定トーナメントを勝ち上がり、大会直前に新日本プロレス道場で真壁刀義と合同練習を行ったHARASHIMAが挑戦。ベルト奪回に成功する。一方、両国国技館のメインイベントを逃した石川は、大日本プロレスに報復攻撃を仕掛けるも、デスマッチヘビー級王者の伊東竜二の前に返り討ちに遭う。
- 両国大会後、高木が上位入賞者に特別興行出場権やKO-D挑戦権が与えられる人気投票「DDT48総選挙」の開催を発表。1月半にわたる選挙の末、ディーノが佐藤光留との接戦を制して1位となった。
- 最高経営責任者制からゼネラルマネージャー制への移行を宣言して、中澤マイケルが最高経営責任者を解任すると共にゼネラルマネージャー決定戦を実施。その結果、坂井推薦の鶴見亜門がゼネラルマネジャーに就任。
- KO-Dタッグ戦線はビアガーデンプロレスに「超超大物X」として参戦した越中詩郎がディーノとタッグチーム「侍シロージロー」を結成してタッグチーム「変態大社長」より王座奪取に成功する。
- 11月14日、大阪府立第2体育館で行われたKO-D無差別級選手権でパンクラスMISSION所属の佐藤光留がHARASHIMAに勝利し形式上は他団体流出となるが、佐藤はDDTを主戦場としていた[注 1]ため流出という雰囲気にはならなかった。
- 11月28日、後楽園ホールで行われたKO-D無差別級選手権でディック東郷が佐藤光留を下して新王者になった。ヤングドラマ杯の決勝戦も行われて高尾蒼馬が優勝。またこの日を最後に高木三四郎が選手としての所属をユニオンプロレスに移した。
- 12月26日、東郷の負傷欠場により、GENTARO（プロレスリングFREEDOMS）とアントーニオ本多との間でKO-D無差別級暫定王者決定戦が行われて本多が暫定王者に。

2011年
- 1月30日、後楽園ホールで東郷対本多の王座統一戦が行われてディック東郷がKO-D無差別級第35代王者に。
- 3月27日、後楽園ホールで3月11日に発生した東北地方太平洋沖地震（東日本大震災）及び東京電力・福島第一原子力発電所での事故による電力事情悪化を受け、通常使用する映像の代替として控え室でのやりとりをリング上で行うといった節電興行を実施。またメインではKO-D無差別級王座に飯伏が挑戦。この年のFIGHTING TV サムライ「インディーのお仕事」制定日本インディー大賞ベスト興行賞・ベストバウトをダブル受賞。
- 大震災・原発事故を受け、入場料をすべて義援金とする「路上チャリティープロレス」シリーズを行い、前年も闘った宮地鉄工所などでチャリティー興行を行った。
- 5月4日、後楽園ホールで行われたKO-D無差別級選手権で石川が東郷を破り、新王者に。
- 三度目の両国国技館大会を敢行。KUDOがKO-D無差別級となる。次回、武道館大会開催を発表。
- 8月28日、TKG48に対抗するプロレス界アイドルユニットとしてディーノ、大石真翔、飯伏によって「ほもいろクローバーZ」が結成、後にKUDOが新メンバーとして加入。
- 11月27日、後楽園ホールでヤス・ウラノ、本多、火野裕士（KAIENTAI DOJO）、矢野啓太（プロフェッショナルレスリング・ワラビー）が「Crying Wolf」を結成。

2012年
- 3月29日、「DDTドラマティックファンタジア」が打ち切り。4月以降同チャンネルでの放送は木曜26:00 - 28:00の再放送枠のみとなる。
- 4月2日、ニコニコ動画のニコニコチャンネルとして「DDTプロレスアワー」を開設。隔週で所属選手が出演するニコニコ生放送、並びに興行の中継番組が放送される。
- 6月4日、会社内に女子プロレス事業部を設立して「東京女子プロレス」として旗揚げすることを発表[3]。
- 6月15日、高梨の自主興行を東部フレンドホールで開催。
- 8月18日、日本武道館大会「武道館ピーターパン 〜DDTの15周年、ドーンと見せます超豪華4時間SP!〜」を開催。次回の両国国技館2day発表と共に20周年となる2017年の東京ドームに進出を宣言。
- 8月26日、後楽園ホールでゼネラルマネジャーの鶴見から活動中の全ユニット解散が命じられる。
- 9月18日、澤田が引退表明。
- 9月19日、新木場1stRINGを以ってそれまでのユニットが解散。
- 9月30日、後楽園ホールより新ユニット活動開始。
- 11月25日、後楽園ホールで澤田が引退。

2013年
- 1月3日、後楽園ホールで前年にユニオンプロレスが行った「全席2000円興行」（指定席は2500円）を開催。
- 1月12日、KO-D6人タッグ王座を創立。
- 1月27日、入江茂弘がプロレスリング・チームでらから移籍。
- 2月17日、大鷲透がレギュラー復帰。
- 4月17日、大家健がガンバレ☆プロレスを旗揚げ。
- 4月29日、スターダム初の両国国技館大会に運営協力。飯伏・伊橋・マイケルもミックスファイトに参戦。
- 5月3日、後楽園大会「MAX BUMP 2013」がDDT本体の興行としては初めてサムライTVで生中継される。
- 5月26日、彰人がスポルティーバから移籍。
- 8月17日と18日、両国国技館大会2days「真夏のプロレス祭り」開催。
  - 17日は「DDT万博〜プロレスの進歩と調和〜」と題した他ジャンルとのコラボ興行。さらにダークマッチとして東京女子プロレスがリングでの初試合。テレビ東京での9月29日深夜放送も決まり、同団体初の地上波進出となる。
  - 18日は「両国ピーターパン2013〜プロレスの傾向と対策〜」。ファッションモデルでタレントの赤井沙希プロレスデビュー。
  - 1週間前の10日と11日には新日本プロレス「G1 CLIMAX」も両国2daysで開かれた（同大会には飯伏幸太が初参戦）。
- 8月22日、新宿FACEにて行われる「国際プロレス最終章・ワンスアゲイン」にFREEDOMSと共に全面協力。
- 9月29日、後楽園大会にて戦略発表会。2014年以降のさいたまスーパーアリーナ進出を宣言。そのために過去にマッスルなどもレギュラー放送したテレビ埼玉での定期放送枠確保を目指すことを発表。

2014年
- 1月3日、前年に続き後楽園ホールで全席2000円興行を開催。
- 1月12日と13日、大阪・道頓堀アリーナにて2DAYS興行を開催。
- 1月26日、ブラウザゲーム「リング☆ドリーム 女子プロレス大戦」とのコラボレーション実施を発表。[4]
- 同月、佐々木大輔が所属選手になった。佐藤光留はレギュラー契約を更新しなかったが、ユニオンにはフリーとして参戦する他にハードヒットも継続。
- 2月19日、「アップアップDDT（仮）〜アップアップガールズ（仮） vs ほもいろクローバーZ、アイドルvsプロレス異種対バン戦Vol.1〜」を新宿FACEで開催。
- 2月23日、後楽園ホールを最後に柿本大地が退団。ドロップキックの店長も木高イサミと交代となる。
- 3月、 グレース観光と業務提携。同社が選手バス運行を請け負うほか、提携の一環としてDDTプロレス仕様のラッピングバスが登場している。
- 4月、サムライTVで月1回のオンエアとなる「DDTのプロレスバンザイ＼(^o^)／」と毎週水曜日テレ玉にて中継番組「DDTプロレス中継 さいたまースラム!」の放送開始[5]。
- 4月13日、大阪府立体育会館第2競技場で松井レフェリー20周年興行を開催。
- 5月11日、札幌テイセンホールにてワンマッチ興行を4本立てで開催。
- 5月25日、名古屋国際会議場大会を開催。
- 6月5日、「DDT×BiS異種対バン路上ライブプロレス」を浅草花やしきで開催。
- 6月10日、オスカープロモーションと業務提携を結んだことを発表[6]。
- 6月18日、「故・冬木弘道13回忌メモリアル興行&金村キンタローデビュー25周年記念興行」に協力。DDTからは高木三四郎大社長とヤス・ウラノが参戦。
- 6月29日、後楽園ホール大会よりそれまでオープニングテーマとして使用されていた「INTO THE LIGHT」から、オリジナル曲の「Get Ready」に変更。
- 7月6日、スポルティーバアリーナで開催される「高井AID」に協力。
- 7月20日、後楽園ホール大会で戦略発表会を行い4つのことを発表。
  - 1つ目はDDT48総選挙からDDTドラマティック総選挙に名称変更をしてユニット総選挙も実施。
  - 2つ目はPCとスマホでチケットを一切の手数料なしで購入できるペーパーレスチケットの「マルチデジタルチケット」の導入。また試験的にガンプロで導入。
  - 3つ目は人気アニメパワーパフガールズとコラボしたTシャツの販売。
  - 4つ目は2015年2月15日にさいたまスーパーアリーナコミュニティーアリーナに進出することが決定。
- 8月17日、両国国技館大会「両国ピーターパン2014〜人生変えちゃう夏かもね!〜」を開催。
  - 2009年より行われている夏のビッグマッチとしては初めて前売り段階で完売。
- 10月1日、坂口征夫が所属選手になる。
- 10月18日、浅草花やしきにて初のファンクラブ限定興行を開催。
- 10月26日、レギュラー参戦契約を結んでいたケニー・オメガが新日本プロレス入団のため後楽園大会でDDTラストマッチ。またDDTのプロレス漫画の企画が発表される。
- 11月28日、北沢タウンホールで新プロジェクト「DDT NEW ATTITUDE」の旗揚げ戦を開催。
- 12月8日、初期のDDT現場監督だった木村浩一郎が10月28日に逝去したことから、かつての所属及び参戦メンバーだった選手が所属するアパッチプロレス軍及びプロレスリングFREEDOMSと協力して「木村浩一郎追悼興行」を新木場1stRINGで開催。

2015年
- 1月14日、女性を対象とするDDTプロレス教室開校を発表。27日に大石とチェリーが講師の無料体験会を行う。
- 2月15日、さいたまスーパーアリーナコ ミュニティーアリーナ進出。興行名は「さいたまスーパーDDT2015」。またキング・オブ・ダーク王座を創立。
- 2月16日、マッスル坂井が監督を務める「劇場版プロレスキャノンボール2014」が公開。DDTの選手はもちろん鈴木みのるや葛西純も出演。
- 3月21日、春日部ふれあいキューブで会場全体を使った初のビッグマッチを開催。
- 3月30日、ヴィレッジヴァンガードでDDT関連のグッズが販売されることが決定。
- 4月中旬の契約更改で美月凛音が契約満了で退団。
- 4月25日、幕張メッセでのニコニコ超会議の超プロレスリングに26日と両日全面協力。
- 4月29日、スマホ向けアプリのGANMA!でDDTの漫画を描く人を募集したところ同アプリで活動中の早蕨やまおさんが描くことが決定。
- 5月17日、名古屋国際会議場大会を開催。
- 6月23日、DDTの新ブランドとして、ドロップキックのメンバーを中心とした酒場プロレスのプレ旗揚げ戦をレッスル武闘館にて開催。
- 7月12日、東成区民センターで松井幸則レフェリー主催興行を開催。
- 7月15日、新木場1stRingにて酒場プロレス旗揚げ。
- 7月19日、後楽園ホールより自由席を廃止。またこの大会を持ってMIKAMIがフリー転向のため退団。
- 8月23日、両国国技館大会「両国ピーターパン2015〜DDTより愛をこめて〜」を開催。
- 10月7日、同年10月4日に解散したユニオンプロレスより、諸橋晴也、チェリー、レディビアードの3名がDDT所属選手になる（諸橋、チェリーはDDT復帰）。
- 11月3日、名古屋国際会議場大会を開催。これにより初めて同所で年2回開催となる。
- 11月28日、大阪府立体育会館第1競技場進出。興行名は「大阪オクトパス2015」[7]。
- 12月13日、九州初のビッグマッチとして博多スターレーンを全面使用。興行名は「DDTスーパースターレーン」。

2016年
- 2月19日、事務所を現在のアパホテル新宿御苑前に移転[8]。
- 3月21日、両国国技館大会「Judgement2016〜DDT旗揚げ19周年記念大会〜」を開催。同所での大会としては初めて客席を全面開放。
- 3月末にて諸橋晴也がフリー転向のため退団。
- 4月15日、旧事務所にベストストレッチ新宿御苑店および併設の新宿ぎょえん接骨院をオープン。
- 5月29日、大石真翔、勝俣瞬馬、MAOにアイドルユニット「NωA」を結成することを命ずる[9]。
- 8月28日、両国国技館大会「両国ピーターパン2016〜世界でいちばん熱い夏〜」を開催。
- 10月23日、後楽園ホール大会にてDDT独自の動画配信サービス「DDT UNIVERSE」が2017年1月より開設することとDDT飲食部門を運営する株式会社えびすこが株式会社DDTフーズに社名を変更し代表取締役社長にKUDOが就任。
- 11月6日、新木場STUDIO COASTにて「DDTフェス2016 supported by ナタリー」を開催。
- 11月20日、海外初となる興行を台湾で開催。「ニトリ台湾」が同大会の冠スポンサーを務める。
- 12月4日、大阪府立体育会館第1競技場を開催。興行名は「大阪オクトパス2016～浪花節だよプロレスは～」

2017年
- 3月20日、旗揚げ20周年興行をさいたまスーパーアリーナ メインアリーナで開催。
- 5月28日、後楽園ホール大会を持ってヤス・ウラノがフリー転向のため退団。
- 6月1日、東京ドーム にて東京ドーム全域を使ったノーピープル路上プロレス開催。
- 8月20日、両国国技館大会を開催。
- 9月1日、DDTプロレスリングの発行済み株式100%をサイバーエージェントに譲渡[10]。
- 9月19日、プロレス不毛の地「徳島」初上陸。
- 12月21日、サイバーエージェント本社内にて「DDT VS サイバーエージェント 路上プロレス－男色死亡遊戯－」をAbemaTV限定で生配信した。

2018年
- 3月25日、旗揚げ21周年興行を両国国技館大会で開催。
- 4月11日、AbemaTV格闘チャンネルにてレギュラー中継「DDT LIVE! マジ卍」開始。
- 4月18日、東京都板橋区内に道場を開設。
- 4月24日、ベストボディ・ジャパンプロレス[注 2]の設立記者会見で全面支援を表明。[11]
- 4月30日、チェリーがフリーに転向し占い師レスラーとして活動のため退団。
- 6月末にて新宿ぎょえん整骨院店が閉店。
- 9月23日、元IGFの奥田啓介が入団。
- 9月30日、町田大会をもって入江茂弘がフリー転向のため退団。
- 10月21日、両国国技館大会を開催。
- 10月28日、「DDT LIVE! マジ卍」が終了、2019年1月3日より「DDT LIVE! マジ卍超(スーパー)」としてリニューアル後再開予定。

2019年
- 2月17日、両国国技館大会を開催。
- 3月、御茶ノ水に道場を移転。
- 4月4日（日本時間5日）、アメリカ初の大会をニューヨークにて開催。
- 4月末にて奥田啓介がフリー転向のため退団。
- 5月1日、納谷幸男がリアルジャパンプロレスから移籍。
- 7月15日、夏のビッグマッチを大田区総合体育館で開催。
- 7月21日、後楽園大会をもって梅田公太が家業を継ぐため退団。
- 11月3日、両国国技館大会を開催。
- 11月8日、島谷常寛が退団。

### 2020年代
2020年
- 1月29日、プロレスリング・ノアの発行済み株式100%をサイバーエージェントに譲渡。高木がノアの社長に就任。
- 2月よりCOVID-19の流行に伴い、大会の中止が相次ぐ。3月20日の後楽園ホール大会以降、全大会が無観客での配信開催となる。
- 5月9日、全日本プロレスの秋山準がDDTのゲストコーチに就任。「DDTの選手に王道を叩き込む」と宣言し、若手の育成の他、自身も選手として参戦していくことを発表する。
- 5月12日、動画配信サービス「DDT UNIVERSE」を「WRESTLE UNIVERSE」に名称変更。[12]
- 6月14日、板橋グリーンホール大会より有観客での開催を再開。
- 7月1日、秋山準がDDTにレンタル移籍。
- 7月27日、株式会社DDTプロレスリング、ノア・グローバルエンタテインメント株式会社、株式会社DDTフーズの3社経営統合を発表[13]。9月より、株式会社CyberFightの運営するブランドとなり、高木が社長、彰人とノアの丸藤正道が副社長となる[13]。
- 9月30日、レディビアードが契約満了により退団。
- 11月3日、大田区総合体育館大会を開催。

2021年
- 2月14日、カルッツ川崎大会を開催。
- 2月15日、レンタル移籍していた秋山準がDDTに入団。同日ヘッドコーチに就任。
- 6月6日、DDT、ノア、東京女子プロレス、ガンバレ☆プロレスの4団体合同興行、CyberFight Festival（サイバーファイト・フェスティバル）2021を開催。
- 8月21日、富士通スタジアム川崎で初の屋外ビッグマッチを開催。また同大会で10代プロジェクトの2選手がデビュー。
- 10月27日、新宿FACEにて10代プロジェクト及び他団体の10代男子選手を中心とした興行「DDTeeeen!!」を初開催。
- 10月31日、東京ドームにて2回目のノーピープル路上プロレスを開催。4人5チームでのガントレット形式。

2022年
- 1月7日、DDT25周年プロジェクトの一環として行われる月1回の無料興行「DDT FREE」の第1回を開催。
- 3月20日、旗揚げ25周年興行となる両国国技館大会においてAEWのクリストファー・ダニエルズがビデオメッセージにてDDT選手のAEW参戦を発表。4月より竹下が第一弾選手としてAEWへ参戦。
- 5月1日、横浜武道館大会を開催。
- 6月12日、昨年に引き続き、DDT、ノア、東京女子プロレス、ガンバレ☆プロレスの4団体合同興行、CyberFight Festival（サイバーファイト・フェスティバル）2022を開催。
- 8月20日、大田区総合体育館大会を開催。観客数を絞った上で紙テープ投げ入れ、横断幕の掲示、不織布マスク着用での声援が本大会限定で解禁された。
- 11月1日、サンミュージックプロダクションとの業務提携を発表[14]。
- 12月29日、TOKYO DOME CITY HALL大会を開催。

2023年
- 1月29日、ヤングドラマ杯以来13年ぶりの若手リーグ戦「D GENERATIONS CUP」を開催（2月26日まで）。
- 2月23日、バーレスク東京にて路上プロレスの形式でKO-Dタッグ選手権を開催（MAO・勝俣組（王者）対高木・阿部史典組）。
- 3月21日、旗揚げ26周年興行を後楽園ホールで開催。「後楽園史上最長」と銘打ち6時間近くの興行を行った。10代プロジェクトの2選手がプロジェクトを卒業しDDTに合流。
- 3月30日・31日（日本時間31日・4月1日）、4年ぶりのアメリカ大会をロサンゼルス・ハリウッドで開催。31日の公演はゲーム・チェンジャー・レスリング（英語版）との対抗戦として行われた。
- 7月23日、両国国技館大会を開催。
- 9月18日 東海道新幹線「のぞみ」の車内で新幹線初の「新幹線プロレス」を開催[15]。
- 11月12日、両国国技館大会を開催。7年ぶりとなる客席全面使用。この大会にて赤井沙希が引退。
- 11月13日、国技館大会のアフターイベントとして、隅田川上にて「屋形船プロレス」を開催。

2024年
- 2月7日、新宿FACE大会にて坂口征夫が引退。
- 2月25日、後楽園ホール大会にてTHE RAMPAGE from EXILE TRIBEの武知海青がプロレスデビュー。
- 3月17日、旗揚げ27周年興行を後楽園ホールで開催。世界初の「インターンレスラー」として現役学生プロレス選手である鈴木翼がデビュー（6月に就職へ進路を決めたため活動終了）。
- 4月4日（日本時間5日）、アメリカ大会をフィラデルフィアで開催。
- 4月26日、日本ハンドボールリーグ・ジークスター東京とのコラボ興行「DDZT」をひがしんアリーナで開催。25日・27日のジークスター主催試合を含めた、両者の選手交流イベントが行われた。
- 5月16日、CyberFightの新体制を発表。サイバーエージェント副社長の岡本保朗が6月1日付で社長に就任。社長の髙木三四郎（この日をもってリングネームを高木から改名）はDDT・東京女子を統括する副社長に、彰人は取締役として引き続き経営に参画する。
- 6月6日、GLEAT後楽園大会にてDDTとの対抗戦を開催。
- 6月29日、都電荒川線車両内にて「都電プロレス」を開催。小池百合子東京都知事が視察に訪れた。
- 7月21日、両国国技館大会を開催。髙木三四郎の無期限活動休止試合となった男色ディーノとのウェポンランブルにて飯伏幸太が8年ぶりにDDTに登場。
- 8月12日、GCW（英語版）との合同興行を後楽園ホールにて開催。
- 10月3日、新宿FACE大会にて大石真翔が退団。
- 11月9日・10日（日本時間10日・11日）、アメリカ・シアトル大会を開催。9日はDEFY（英語版）と、10日はDEFY・東京女子との合同興行。
- 11月23日、がん治療により休養中だった岡田佑介が引退[16]。

## 他団体との交流

### 男子団体
新日本プロレス
かつて新日本日本武道館大会に試合提供をしたことがある。2009年頃より飯伏幸太を中心に相互に選手が参戦。DDT年間最大の大会である両国(武道館)ピーターパンに中西学、真壁刀義、プリンス・デヴィット、オカダ・カズチカ、棚橋弘至など主力選手が毎年参戦していた。両国以外の大会にも獣神サンダー・ライガー、天山広吉、小島聡、高橋ヒロムなどが参戦していた。飯伏はBEST OF THE SUPER Jr.優勝、NEW JAPAN CUP優勝、3度のIWGPジュニアヘビー級王座戴冠歴もある他、業界初の新日本とのダブル所属を成し遂げている。ケニー・オメガはBEST OF THE SUPER Jr.にてデヴィット、アレックス・シェリーをいずれも路上に巻き込んでいる。男色ディーノは、新日本・CMLL合同主催の「ファンタスティカマニア」に所属外ながら出場、CMLLのオカマレスラーであるマキシモとのタッグが実現している。2015年の新日本シンガポール大会では現地の団体SPWからの提供試合に中澤マイケルが出場。2022年は秋山準デビュー30周年記念大会に永田裕志、金丸義信が参戦。そしてタカタイチマニアにてエル・デスペラード、ランス・アーチャー組と佐々木大輔、MJポー組がタッグマッチで対戦。
全日本プロレス
ケニー・オメガ、石井慧介、高尾蒼馬が世界ジュニアヘビー級王座奪取を果たしている。全日本からはカズ・ハヤシ、KAIらが参戦した。最近では全日本プロレス元練習生の石井慧介属するチーム・ドリーム・フューチャーズが全日本に、逆に全日本からは所属となった曙が（フリー時より継続して）DDTに参戦している。2014年4月29日のDDT後楽園大会では全日本（PWF）が管理するアジアタッグ王座の防衛戦が行われ、チーム・ドリフが奪取、王座を奪われた秋山準は引き換えにアイアンマンヘビーメタル級王座を獲得した。逆に8月30日の全日本愛知県体育館大会でチーム・ドリフが持つKO-D6人タッグ王座が懸けられたこともある。また、若手・練習生がおらず手不足だった2013年の全日本のシリーズにDDTの練習生を貸し出し。この頃、新日やノア、大日本との関係が悪化していた全日本にとって主要な交流団体となっていた。また三富政行も地方大会に何度か参戦していた。2015年6月には高尾蒼馬だけが1シリーズ参戦のほか、欠場でレンタル移籍の流れた当時、ユニオンの福田洋も参戦。10月のシリーズと世界最強決定タッグリーグには星誕期も参戦。
プロレスリング・ノア
前出のとおり、高木三四郎社長とノアの元ゼネラルマネージャー仲田龍の交流から友好関係にあり、ノアが中心となって設立されたGPWAにも加盟していた。過去には飯伏幸太やマサ高梨が参戦。高梨は原点回帰のため、本名の高梨将弘のリングネームで同期の石森太二と対戦している。2007年の新潟大会のメインで鈴木鼓太郎のパートナーXとして三沢光晴が登場した。だが、仲田亡き後はノアの興行にDDTの選手が、DDTの興行にノアの選手がそれぞれ出場するケースは少なくなっている。2014年7月20日に石森太二がスペシャルマッチに参戦。2015年9月に行われた「日テレG+杯争奪ジュニアヘビー級タッグ・リーグ戦」にDDT選抜メンバーとしてKUDO&梅田公太組が参戦。2017年7月に行われた「日テレG+杯争奪ジュニアヘビー級タッグ・リーグ戦」に勝俣瞬馬・MAO組が参戦。2017年には丸藤正道がHARASHIMAとのタッグでKO-Dタッグ王座を獲得。
2018年、 GLOBAL LEAGUEに樋口和貞が出場。9月に両国国技館にて、『丸藤正道デビュー20周年記念大会「飛翔」』が開催され、高木三四郎・HARASHIMA・男色ディーノが参戦。また、潮崎豪がD王 GRAND PRIX2019に出場した。
2020年、サイバーエージェントの子会社として運営会社「ノア・グローバルエンタテインメント株式会社」が加入し、同時に高木三四郎がノアの代表取締役社長に就任した。高木自身は試合に関しては一切触れず経営方面を担当する。9月1日、ノア・グローバルエンタテインメント株式会社、株式会社DDTプロレスリング、株式会社DDTフーズの3社を経営統合し、株式会社CyberFightを設立。丸藤正道が副社長に就任した。
経営統合後、ノアとは同じグループ内ではあるが、基本的には『CyberFight Festival』のようなイベント色の強い興行以外では、積極的な交流を行わない方針をとっている。
プロレスリングZERO1
GPWAが活動していた時代に盛んに相互参戦を行っていた。その後は2011年のディック東郷国内引退興行に日高郁人が参戦。2013年には橋本大地の復帰戦の相手を飯伏が務めた。2014年にはZERO1の道場をDDTとスターダムとZERO1の3団体でシェアをして使用することが決定。2015年に、木高イサミと勝俣瞬馬が天下一Jr.に参戦している。
WRESTLE-1
2014年に男色ディーノが参戦。また、DDTには2014年両国大会に近藤修司が参戦。WRESTLE-1からはDNAに一部選手が参戦する等の交流があったが、2015年の高木三四郎が同団体のCEO就任以降は、高木の方針により交流は行われていない。例外として2016年に高木&大鷲組のXとして黒潮"イケメン"二郎が1度参戦をしている。
大日本プロレス
「天下三分の計」、年越しプロレスで連携するなど、「盟友みたいなもの（鶴見亜門GM）」と言える深い関係にある。また、DDTブランド時代のユニオンと合同興行も不定期で開催。木高イサミと石川修司は大日本のデスマッチ戦線に参入し、それぞれBJW認定デスマッチヘビー級王座を戴冠、木高は宮本裕向とのタッグでBJW認定タッグ王座を戴冠した。関本大介はKO-D無差別級王座戴冠歴、岡林裕二は関本とのタッグでKO-Dタッグ王座戴冠歴がある。DDTからはHARASHIMA、男色ディーノらがスポット参戦。
プロレスリングFREEDOMS
佐々木貴とGENTAROが元DDT所属。他に葛西純も時折参戦。
みちのくプロレス
ザ・グレート・サスケを中心に交流しており、2009年DDT両国大会でサスケが高木と一騎討ちを行った。また、「プロレスキャノンボール2014」にサスケやバラモン兄弟のほかにもかめっしー、郡司歩、日向寺塁、佐々木大地、新崎人生、気仙沼二郎が参戦。
大阪プロレス
タイガースマスクが男色ディーノと学生プロレス時代より因縁を持ち、DDT大阪大会に参戦。くいしんぼう仮面なども大阪大会によく参戦する。また、ディーノに加え大阪出身の高木と大石真翔も大阪プロレスに参戦経験あり。
DRAGONGATE
2007年4月18日に新宿FACEでDRAGONGATEとの合同興行「DDG」を開催。2008年4月6日に後楽園ホールでDRAGONGATEとの合同興行「DDG」を開催。戸澤アキラ対男色ディーノ戦はある意味話題に上がった。その後、交流が一時途絶えた。しかし2012年にCIMAのTwitterが縁で高木三四郎が初参戦している。2012年6月5日に東成区民センターでDRAGONGATEとの合同興行「DDG」を開催。
2AW（旧：KAIENTAI DOJO）
GPWAに加盟団体として交流する一方、BJWともども「天下三分の計」などで連携。大石やウラノ、木高が元所属。また火野裕士がレギュラー参戦しており、KO-D無差別級王座とKO-Dタッグ王座を戴冠した。現K-DOJO所属のバンビはDDTでプロレスデビューしており、2009年DDT両国国技館大会に「公認凶器」として参戦を果たした。旭志織もDDT EXTREME級王座の戴冠歴がある。
九州プロレス
ばってん×ぶらぶらがばってん多摩川を名乗っていた時代から九州大会などによく参戦しているほか、欠場となった遠藤哲哉の代役でめんたい☆キッドも参戦をしている。
新潟プロレス
スーパー・ササダンゴ・マシンが当団体に一時所属し、当団体からDDTに参戦という形を取っていた。過去にHARASHIMAの持つKO-D無差別級王座挑戦をするササダンゴマシンの新技垂直落下式リーマンショックの被験者として、同じく新潟プロレス所属のブラックトムキャットとコシ☆ヒカ〜ルが協力をしている。その後もササダンゴのプレゼンに何人かの選手が登場している。ササダンゴマシンが離脱後は交流は途絶えている。
琉球ドラゴンプロレスリング
グルクンマスクが世界大森級選手権を保持していた。2015年のDDT沖縄大会にも選手が参戦する。DDT側からは入江茂弘らがビッグマッチに参戦。
SMASH
TAJIRIが両国ピーターパン2010でディック東郷とシングルで対戦した他、DDTブランド時代のユニオンにはTAJIRIに加えてAKIRA、朱里も参戦している。逆にケニー・オメガ、大家健、チェリーが参戦している。勝俣瞬馬がSMASHトレーニングキャンプに参加していた。
WNC
華名と真琴が参戦している。
ダイヤモンド・リング
GPWAが活動していた時代には相互参戦を盛んに行っていた。その後も佐々木健介が2013年に男色ディーノ&大石真翔とKO-D6人タッグ王座を戴冠。中嶋勝彦も主にビッグマッチに参戦。DDTからは飯伏や中澤マイケルやディーノらが参戦し、飯伏は中嶋とタッグを組んだこともある。
天龍プロジェクト
高木三四郎、HARASHIMA、遠藤哲哉が天龍プロジェクト参戦経験あり。逆に天龍源一郎もDDTに参戦している。
ドラディション
藤波辰爾がMIKAMIとのタッグでKO-Dタッグ王座を戴冠。後藤達俊、長井満也が定着参戦していた。逆にDDTからは高木、高梨が参戦経験あり。
ストロングスタイルプロレス
HARASHIMA、KUDO、高梨、飯伏らが参戦経験あり。一方、DDTが協力するハードヒットにリアルジャパンからも間下隼人が参戦。2019年現在はガンバレ☆プロレス所属の岩崎孝樹がレギュラー参戦中。
I.W.A.JAPAN
2000年頃にDDTから試合提供を行い、GPWA発足後は相互参戦を行っていた。2004年にゴージャス松野がDDTへ移籍。マサ高梨が何度か参戦しており、2013年の高梨自主興行ではUMA軍団が参戦。
暗黒プロレス組織666
DDT万博と両国ピーターパンに宮本裕向が参戦している。また、木高とのタッグでKO-Dタッグ王座も戴冠。
スポルティーバエンターテイメント
過去にエル・サムライ、岩本煌史、ミスター6号が参戦。同団体所属の彰人が元所属。

### 女子団体
ワールド女子プロレス・ディアナ
チェリーがディアナにスポット参戦中。ディアナ側からはSareeeがユニオンに参戦していた。
OZアカデミー女子プロレス
アジャ・コングがスポット参戦し、KO-D6人タッグ王座とアイアンマンヘビーメタル級王座の獲得に成功している。DDTからは飯伏らが参戦したことがあり、2014年にはディーノ・大石組がタッグ王座に挑戦した。
REINA女子プロレス
極初期のプロモーションだった時代に業務提携を結び、男子の試合を提供していた。2014年にもディーノ、大石が参戦。
プロレスリングWAVE
チェリーが定期参戦のみならず若手中心ブランド「ヤング オー!オー!」終身名誉顧問を務める。DDT側からはディーノや木高など、WAVE側から大畠美咲などが参戦。GAMIもDDTに参戦していた。
アイスリボン
松永智充がかつて「スリーカウント松永」名義でレフェリーを務めている。選手として伊橋とも参戦をしているほかチェリーが定期参戦中。しかし中澤マイケルは「精神的デスマッチ」をやったとして参加禁止。アイスリボン側からは藤本つかさ、星ハム子などが参戦をしている。
スターダム
過去、ディーノ・中澤・飯伏・伊橋・レギュラー参戦時の佐藤光留などが参戦している。またスターダム側からは世IV虎らが参戦している。かつては愛川ゆず季も参戦していた。また世IV虎は飯伏に求愛をよくする。さらに柿本大地店長時代のドロップキックでは実妹でもある風香GMが週1で店に立っていた。DDT定期参戦中の赤井沙希は世IV虎から赤いベルトの挑戦者に指名されている。またZERO1の道場をZERO1とDDTとスターダムの3団体でシェアをして使用した時期もある。道場の移転以降は交流は行われていない。
チョコプロ レスリング（旧：プロレスリング我闘雲舞）
高梨と星誕期が定期参戦中。HARASHIMAなども時折参戦。ジャパンツアーが主だがタイ興行にも幾度か参戦している。我闘雲舞側からはさくらえみを筆頭にだいたいの日本人メンバーが参戦している。過去には高梨の推しアイドルとして登場して名古屋国際会議場大会でさくらえびちゅを披露する。2015年にはレスラーとして一線を退きタイに移住した中澤マイケルが旗揚げ記念興行に参戦。
センダイガールズプロレスリング
プロレスキャノンボール2014で仙女道場を使用のほか里村明衣子も試合を行う。

### 海外団体
WWE
フジテレビで放送されていたSmackdown日本版の解説を高木が務め、2005年に開かれた「ROAD TO WRESTLEMANIA 21 JAPAN TOUR」にも来場。また、飯伏がWWEからオファーを受けたとアメリカで報道されたこともある。さらにカート・アングル（当時所属）がDDTのビデオを視聴したことがあり、特にヨシヒコを絶賛した。
ROH
2008年に飯伏がROH遠征を決行。飯伏と対戦したエル・ジェネリコが後にDDTへの来日を果たし、KO-D無差別級王座も戴冠した。ケニーも来日前に定着参戦していた。
AEW
元DDT所属のケニー・オメガが副社長を務める。ケニーの推薦により中澤マイケルがスタッフとして兼任所属。2022年3月20日、DDT選手のAEW参戦を発表。
CHIKARA
MIKAMI、KUDO、ディーノ、飯伏らが参戦経験あり。また、2009年のジャパンツアーにもマイケルが参戦した。
CMLL
旗揚げメンバーのひとりであるNOSAWAがCMLLに参戦歴があり、最初期にはその伝でCMLLからルチャドールが来日していた。また、NOSAWAが初代王座（パートナーは佐々木貴）に就いたKO-Dタッグ王座の決定戦はCMLL興行内で行われ認定も受けている。
AAA
2004年と2005年に開催されたジャパンツアーにディーノが参戦、いずれもオカマレスラーのピンピネーラ・エスカルラタとタッグながら対戦した。
闘龍門MEXICO
飯伏幸太がメキシコへ遠征して第10回ヤングドラゴン杯で優勝している。また、日本で開催される闘龍門MEXICOの興行に飯伏の他、闘龍門出身のマサ高梨、柿本大地、諸橋晴也らも参戦。
FKP
2019年1月3日後楽園ホール大会で業務提携を発表。1月7日の日本公演にMAO、マイク・ベイリーが参戦。
IWF
IWFからはエースのイワン・マルコフら、DDTからはマサ高梨らが参戦。
NVP
ディック東郷がコーチを務め、DDTからも適宜参戦。
韓国プロレスリング連盟
2010年と2011年にWWAが主催した興行にDDTからも参戦。WWAのキム・ナンプンは男色ディーノが保持していたDDT EXTREME級選手権の奪取に成功している。
新台湾プロレス
高木が過去に1度参戦している。かつてレッカがDNAと兼任所属していた。

### 格闘技団体
リングス
リングスが主催するTHE OUTSIDERの2015年12月の大会にDDT映像班兼ガンバレ☆プロレス所属レスラーの今成夢人が参戦した。
パンクラス
かつてレギュラー参戦の佐藤光留がパンクラスMISSION所属であり、鈴木みのるも主にビッグマッチに参戦している。また、DDTブランドとして行われていた「ハードヒット」が光留プロデュースに移行してからは移行当時パンクラス社長だった川村亮を始めパンクラスで活躍する総合格闘家が多数参戦している。鈴木みのるは高木にドーム進出の時の対戦を要求された。

## ブランド

### 定期開催している興行
成り上がり
男色ディーノのプロデュースによる一般人候補生を集めたアマチュアプロレス団体。
崖のふち女子プロレス（旧：崖のふちプロレス）
かつて松本都が設立した女子プロレス団体。2019年11月11日、高木に譲渡して活動再開することを発表。
D GENERATION
現在の若手選手による興行。中村圭吾（1999年）より下の生まれの世代で構成され岡谷英樹、To-y、石田有輝、正田壮史、高鹿佑也、瑠希也、須見和馬とDDTeeeen!の選手が該当。

### 不定期開催している興行
DDTドラマティック総選挙（旧：DDT48総選挙）
AKB48選抜総選挙をモデルにした人気投票で年1回初秋に行われている。対象はDDTとユニオンまたはレギュラー参戦選手。上位入選者には特別興行参戦権やKO-D無差別級王座挑戦権などが与えられる。興行中のアピールは禁止されているが休憩中やネットコンテンツでの選挙活動は認められる。DDTでは選手をDDT48と呼んでいる。2014年からは名称をDDTドラマティック総選挙に変更して興行権を懸けたユニット総選挙もあわせて行われる。ユニット総選挙最下位のユニットは強制解散になる。2018年を最後に終了。
大森UTANフェスタ
毎年10月に開催している大森駅東口前商店街主催のイベントの中で行われている大会。
路上プロレス
許可が下りれば場所を問わずどこでも行われている大会（主に1試合のみ）。これまで商店街、遊園地、本屋、工場、海岸、廃墟などで開催している。
キャンプ場プロレス
山梨のキャンプ場で夏に開催されている大会。台風や雨天による中止もあるが、2008年から毎年開催されている。
BOYZ
女性限定による興行。女性だけでは行きづらいプロレスに女性客を呼び込むためイケメンレスラー主体のマッチメイクや企画が組まれる。当初はジャニー江田島が塾長を務めていたが2019年10月から彰人がプロデュースを担当。
野郎Z
男性限定による興行。男性ファン受けを狙ったマッチメイクや演出が組まれている。MCはブラザー・モンとブラザー・トミー。
レスリングとんこつ
新日本プロレスの興行「レスリングどんたく」のパロディで福岡県で開催している興行。
闘うビアガーデン
DDTの前身たるPWCより休止期間を挟み夏の恒例イベントとして毎年7月末から8月頭にかけて約1週間、連日趣向を凝らした内容で開催している興行。観客席をビアガーデンスタイルにしてビール片手に試合を楽しんでもらっている。2020年および2021年はコロナ禍の影響により「ビアガーデンっぽいプロレス」としてフード・酒類の提供なしで開催。現在は4月から9月ごろまで上野恩寵公園で定期開催。
新北京プロレス
北京を拠点としているプロレス団体。毎年2月ごろ（中国の正月ごろ）日本で興行を開催している。前漢時代に設立して2000年の歴史を誇る。所属選手は10億人にも及ぶという。所属選手の趙雲子龍が留学生として日本に参戦している。2007年6月6日、新木場1stRINGで2000年の歴史の中で初の日本公演「新北京プロレス Japan Tour 2007」を開催。ゴングの代わりに銅鑼が使用されてカウントも中国語で数えられるなどセットや衣装まですべて中国から直輸入された。

### 終了または長期間開催していた興行
y2D
DDTの原点である熱く激しい戦いを見せる目的で開催している興行。
YAGOプロレス
矢郷良明のプロデュースによる興行。旗揚げ戦後1時間余りで解散。
ファンタジーイリュージョン
チェリーのプロデュースによる女子プロレス興行。所属男子レスラーの親戚である女子レスラーも参戦。
変態團興行
ユニット「変態團」を強制解散させられてからも変態行為を繰り返す佐藤と中澤マイケルに高木三四郎が「やるならいっそ突き抜けろ」と用意した興行。2010年9月30日、佐藤と中澤の企画、責任（主に苦情）の下でR指定で開催。
月刊若手通信
若手選手による興行。この時期に活躍したレスラーは「ヤングドラマ」「若手通信世代」として世代闘争の壁役の名残として残っている。彰人、遠藤哲哉、竹下幸之介（KONOSUKE TAKESHITA）、翔太、石井慧介、入江茂弘、佐々木大輔、高尾蒼馬、平田一喜等が該当する。
DDT NEW ATTITUDE(DNA)
高木三四郎が「若い力が主人公となる新プロジェクト」として開催している興行。2014年11月28日、北沢タウンホールで旗揚げ戦を開催。練習生は、ここでデビューしてDDTとユニオンでデビュー済の一部、選手も既にDDT NEW ATTITUDE所属選手として活動していた。2018年8月10日、北沢タウンホール大会を最後に活動休止。
DDTeeeen!
DDT10代発掘プロジェクトとして子供でデビューしたキッズレスラーを中心とした興行。現在は D GENERATION勢と合流。夢虹、イルシオン、佐藤大地等が活躍。
ブランド三分の計
DDTの別ブランドによる「天下三分の計」をモデルにして開催している興行。
ベスト・オブ・ザ・スーパー・どインディー
2010年6月13日、飯伏幸太が新日本プロレス後楽園ホール大会「BEST OF THE SUPER Jr.」の決勝トーナメントに進出したのを受けて同日昼に後楽園ホールで、どインディーマニアで知られる飯伏への壮行的な興行としてどインディー選手を集めて開催。また2018年11月に新木場1stRingにてMEN'Sテイオーを大会実行委員長に迎えたどインディー選手による大会「ALL DOIN」が開催された。
プロレスリング・セム
プロレスリング・ノア主催の若手選手による興行。2008年9月8日にDDT主催の興行を開催している。
びっくりプロレス
松井幸則のプロデュースによる興行。2005年10月15日、岸和田市総合体育館で旗揚げ戦「お前ら、見たらわかるやろ!!」を開催。
でら名古屋プロレス
高木が設立して愛知県名古屋市を中心に活動しているプロレス団体。2008年6月7日、Zepp Nagoyaで旗揚げ戦を開催。2009年4月3日、当時の代表が愛知県警察津島警察署に大麻取締法違反で現行犯逮捕された。4月6日、代表が逮捕されたことを受けて解散することを発表。7月26日、中村スポーツセンターで開催する予定だった旗揚げ1周年記念大会を中止して入場無料のラスト興行を開催して解散。7月27日、一部の元所属選手がプロレスリング・チームでらを設立することを発表。
マッスル
坂井のプロデュースによるハッスルのパロディで全く新しいスタイルの興行。2004年10月13日、北沢タウンホールで旗揚げ戦「マッスル1」を開催。旗揚げ当初はハッスルのパロディ（ロゴマークもハッスルがモチーフだった）としてインディー団体、ローカル団体の所属ながら光を放つ存在を発掘するというコンセプトで開始。2009年5月4日、後楽園ホールで開催した「マッスルハウス8」を最後に実質的に活動休止していたが2010年2月6日に暗黒プロレス組織666との合同ディナーショーで活動再開。5月4日、後楽園ホールで開催した「マッスルハウス9」で「リングオブコント」を開催。10月6日、マッスル坂井が家庭の事情により引退することとなり自身最後の興行となる「マッスルハウス10〜負けるから即引退させてくれSP〜」が後楽園ホールで開催。「マッスルハウス10」をもってマッスルはいったん幕を閉じるが同興行開催中に坂井により20年後の2030年10月6日に後楽園ホールで「マッスルハウス11」を開催することを宣言。同日に入籍を発表して子供が生まれる予定があるという坂井が20年後に子供をプロレスラーに育て上げて出場させるという構想である。マッスル戦士たちによると裏の計画では次回のマッスルは日本武道館で興行を予定していて「マッスルハウス10」に来場した観客全員が2人ずつ子供を産んで連れてくれば日本武道館が超満員になるという算段らしい。2019年4月の両国国技館大会「マッスルマニア 2019 in 両国〜俺たちのセカンドキャリア〜」を経て2020年1月に当時のメンバーよりは若手のメンバーによる「まっする」(読み：ひらがなまっする)として復活。
まっする
マッスル坂井のプロデュースによるマッスルをリニューアルした興行。2020年1月27日、新木場1stRINGで旗揚げ戦を開催。2022年9月、鶴見亜門を演じる今林久弥のDDT退社に伴い終了。
Cruiser's Game
MIKAMIのプロデュースによるウェイトがヘビー級、ジュニアヘビー級に区別されるならクルーザー級という新しい世界を作っていこうという形でジュニアヘビー級選手で開催している興行。2005年6月21日、CLUB ATOMで旗揚げ戦を開催。2011年3月6日、新木場1stRING大会を最後に活動停止。
ユニオンプロレス
ポイズン澤田が設立したプロレス団体。1993年、鶴見五郎、高杉正彦、ホー・デス・ミン（ポイズン澤田）、その他の選手、プロレス関係者と共にインディー団体統括組織「レスリングユニオン」が発足された。1994年1月29日、流山市民総合体育館でレスリングユニオンの旗揚げ戦を開催。4月、レスリングユニオンが解散したため、団体名をユニオンプロレスに改称。1995年4月28日、流山市民総合体育館大会を最後に活動停止。2005年6月29日、DDTプロレスリング後楽園ホール大会で澤田は再旗揚げを宣言したがDDTの代表である一宮章一は難色を示していた。8月14日、澤田と一宮が和解してDDTで音響を手掛けていた会場敏が代表に就任。11月3日、新木場1stRINGで再旗揚げ戦を開催。11月3日、新木場1stRINGで再旗揚げ戦を開催。2013年9月29日、DDT後楽園ホール大会で運営会社が、それまでの株式会社DDTプロレスリングから株式会社TEC（旧：有限会社DDTテック）（2004年12月、マッスル坂井が設立したDDT映像関連子会社）に変更されることを発表。10月23日、新会社による初興行を新宿FACEで開催。2015年10月4日、後楽園ホール大会を最後に解散。
酒場プロレス
木高イサミのプロデュースによるプロレス&スポーツBar ドロップキックのメンバーを中心として開催している興行。アルコールを含むドリンク飲み放題のオールスタンディングスタイルで行われる。2015年6月23日、レッスル武闘館でプレ旗揚げ戦を開催。7月15日、新木場1stRingで旗揚げ戦を開催。2017年5月23日、新木場1stRing大会を最後に終了。飲み放題システムはプロレスリングBASARAが「宴」興行として継続している。
U.S.A.
福田洋（現：トランザム★ヒロシ）のプロデュースによるアメリカンプロレスの要素を多く取り入れた興行。「U.S.A.」は「アルティメット・スーパースターズ・アクション」の略。
男色牧場classic
男色ディーノが2010年にDDT48総選挙の公約からうまれたDVDによる映像コンテンツがきっかけで開催している興行。1人のプロレスラーをクローズアップして追うドキュメンタリー。

### 独立した興行
ハードヒット
通常のプロレスルールに加えてダウンやロープエスケープで減点となるロストポイント制を採用して元UWFインターナショナルのレフェリーの和田良覚がルールの監修を行って開催している興行。2008年3月16日、新木場1stRINGで旗揚げ戦を開催。2009年5月6日、北沢タウンホール大会を最後に活動休止。2011年11月13日、新木場1stRINGで約2年半ぶりに興行を開催。DDT48総選挙で第1位を獲得していた佐藤光留が全試合終了後、「城（ハードヒット）をください」とDDTの代表である高木に直訴して承諾を得たため、ハードヒットは佐藤の下で再始動することになった。11月14日、佐藤がプロデューサーに就任。運営はDDTが協力していく。2012年3月22日、佐藤のプロデュース興行第1弾を新宿FACEで開催。ルールも3カウントフォールを廃止。2015年6月4日、佐藤に譲渡されてDDTのブランドから独立。DDTとの協力体制は継続していく。
プロレスリングBASARA
2015年10月4日、後楽園ホールで開催されたユニオンプロレスの解散興行で木高イサミが「新しい家を作る」と宣言して新たなプロレス団体の設立に向けて動き始めた。10月7日、木高がプロレスリングBASARAを設立することを発表。2016年1月21日、新宿FACEで旗揚げ戦「伐折羅・壱〜乾坤一擲〜」を開催。2019年6月11日、今年限りで株式会社DDTプロレスリングから独立して新会社を設立することを発表。8月7日、合同会社プロレスリングBASARAを設立。
ガンバレ☆プロレス
石井慧介との一騎討ちで敗れてユニオンを追放された大家健がDDT入団を懸けた試合で敗れて試合後に高木三四郎から「入団するところがないならお前が団体を旗揚げすればいいじゃないか」と言われた後「大仁田厚は5万円で団体（FMW）を旗揚げした。お前は1万5000円で団体を旗揚げしろ」と言われて（投資された1万5千円は高木三四郎が鶴見亜門の財布から拝借したものだった。鶴見は「こんなヤツに投資するバカいませんよ」と設立に反対していた）設立したプロレス団体。2013年4月17日、新木場1stRINGで旗揚げ戦を開催。2024年3月31日に株式会社CyberFightから独立。

## タイトルホルダー
| タイトル                       | 保持者                                   | 歴代     |
| ------------------------------ | ---------------------------------------- | -------- |
| KO-D無差別級王座               | 樋口和貞                                 | 第85代   |
| KO-Dタッグ王座                 | 飯野雄貴 納谷幸男                        | 第87代   |
| KO-D6人タッグ王座              | 佐々木大輔 岡谷英樹 イルシオン           | 第58代   |
| KO-D10人タッグ王座             | 中村圭吾 To-y 高鹿佑也 石田有輝 須見和馬 | 第10代   |
| DDT UNIVERSAL王座              | 鈴木みのる                               | 第18代   |
| DDT EXTREME王座                | To-y                                     | 第63代   |
| アイアンマンヘビーメタル級王座 | 鈴江珠莉                                 | 第1762代 |
| O-40王座                       | アントーニオ本多                         | 第7代    |
| 世界大森級王座                 | 高梨将弘                                 | 第9代    |

| タイトル                | 覇者               | 年代   |
| ----------------------- | ------------------ | ------ |
| D王 GRAND PRIX          | 納谷幸男           | 2023年 |
| D GENERATIONS CUP       | 高鹿佑也           | 2025年 |
| KING OF DDTトーナメント | 樋口和貞           | 2025年 |
| Ultimate Tag League     | HARASHIMA 吉村直巳 | 2022年 |

## 所属選手・主要参戦選手

### DAMNATION T.A.
- 佐々木大輔
- MJポー
- イルシオン
- 藤田ミノル（フリー）（限定参戦）
- 岡谷英樹
- デムース（英語版）（限定参戦）
- 桜庭大翔（限定参戦）

### The37KAMIINA
- 勝俣瞬馬（欠場中）
- 上野勇希
- To-y

### ハリマオ
- 樋口和貞
- 吉村直巳
- 石田有輝
- 中津良太（プロレスリングBASARA）（限定参戦）

### SCHADENFREUDE International
- クリス・ブルックス（フリー）
- 高梨将弘（限定参戦）（欠場中）
- アントーニオ本多（フリー）
- 正田壮史
- ブンブン

### CDK
- 高梨将弘（限定参戦）（欠場中）
- クリス・ブルックス（フリー）

### D・O・A
- 秋山準
- 男色ディーノ
- 大石真翔（フリー）

### NωA Jr.
- 須見和馬
- 夢虹（限定参戦）
- 勝俣瞬馬（The37KAMIINA兼任所属）（欠場中）

### STRANGE LOVE CONNECTION
- KANON
- MAO
- KIMIHIRO [22]

### The Apex
- 飯野雄貴
- 納谷幸男

### 無所属
- 髙木三四郎（休業中）
- HARASHIMA
- KONOSUKE TAKESHITA（AEW、新日本プロレス兼任所属）（限定参戦）
- 遠藤哲哉（プロレスリング・ノア参戦中）
- ヨシヒコ（限定参戦）
- 大鷲透（フリー）
- 高尾蒼馬
- 彰人
- 平田一喜
- 高鹿佑也
- 青木真也
- 中村圭吾（無期限海外遠征中）
- スーパー・ササダンゴ・マシン（SLUSH-PILE.兼任所属）（限定参戦）
- 伊橋剛太（限定参戦）
- 松永智充（レフェリー兼任）（限定参戦）
- ポコたん（限定参戦）
- 瑠希也（欠場中）
- KUDO（休業中）
- ゴージャス松野（限定参戦）
- 中澤マイケル（AEW兼任所属）（限定参戦）
- 星誕期（限定参戦）
- ジョーダン・ヒートリー（WRESTLE RAMPAGE兼任所属）（限定参戦）
- 隈取（O-MENZ）（限定参戦）
- 武知海青（限定参戦）
- ハク（男色ディーノの愛犬）
- 佐藤大地

## スタッフ

### レフェリー
- 松井幸則
- 木曽大介
- 松永智充（選手兼任）
- 石黒淳士（フリー）

### リングアナウンサー
- 井上マイク
- 小菅一範（バグタス）
- タスク小野

### ゼネラルマネージャー
- 今林久弥（広報兼任）

### 映像班
- 鈴木マタロー

### Web担当
- 歌代総統

### 裏方
- 赤井沙希

## 役員
- 代表取締役社長 : 岡本保朗
- 取締役副社長 : 高木規
- 取締役副社長 : 丸藤正道
- 取締役 : 西垣彰人
- 取締役 : 武田有弘

## 歴代タイトル
- キング・オブ・ダーク王座

## 歴代リーグ戦
- ヤングドラマ杯

## 歴代所属選手

### 男子選手
- 野沢一茂（現：NOSAWA論外）
- 佐々木貴
- GENTARO
- 菊澤光信（現：菊タロー）
- 大作（現：下田大作）
- 勇作（現：不動力也）
- 種市課長
- 西野湧喜
- 「昭和」（現：ファントム船越）
- ブラック「昭和」
- Mr.Blue
- 蛇影（旧：黒影）
- 「昭和」80's
- 「昭和」の父
- 蛇界1号
- 安田雅史
- 神咲翔
- 一宮章一
- 橋本友彦
- 猪俣潤
- 健心
- 三和太
- 諸橋正美
- 谷口智一
- 安部行洋
- タノムサク鳥羽
- 猪熊裕介
- ディック東郷
- 大崇
- ポイズン澤田（旧：ポイズンJULIE澤田、ポイズン澤田JULIE）
- 柿本大地
- ケニー・オメガ
- 美月凛音
- MIKAMI
- 飯伏幸太
- 諸橋晴也
- ヤス・ウラノ
- 入江茂弘
- 奥田啓介
- 梅田公太
- 島谷常寛（現：チェック島谷）
- レディビアード
- 坂口征夫
- 鈴木翼
- 大石真翔
- 岡田佑介

### 女子選手
- 前田美幸
- 「昭和」子（現：バンビ）
- チェリー
- 赤井沙希

## 歴代スタッフ
- ジャッジ金子（レフェリー）
- 仲田悠翔（レフェリー）
- 新藤力也（リングアナウンサー）
- 加藤憲（リングアナウンサー）
- 今成夢人（映像班）

## テーマ曲
- Get Ready

2014年6月29日、後楽園ホール大会から使用しているオープニング曲。元々は「DDTプロレス中継 さいたまースラム!」のオープニング曲。
- INTO THE LIGHT（MISIA）

2014年6月22日、松山市総合コミュニティーセンター大会まで使用していたオープニング曲。変更後もビッグマッチのエンディングで使用している。
- When you come back to me（World Party）

試合の後半戦開始時に使用している。

## 試合中継
放送中の番組
- DDTプロレスリング中継（FIGHTING TV サムライ）[23]

終了した番組
- DDTドラマティックファンタジアReturns（旧：DDTドラマティックファンタジア）（FIGHTING TV サムライ、サムライ2）
- DDTプロレス中継 さいたまースラム!（テレビ埼玉）

## 関連番組
放送中の番組
- DDTアーカイブス（FIGHTING TV サムライ）

終了した番組
- DDTのプロレスバンザイ＼(^o^)／（FIGHTING TV サムライ）
- DDTの木曜The NIGHT（AbemaTV）
- DDT LIVE! マジ卍超（旧：DDT LIVE! マジ卍）（AbemaTV）
- ゆにばーす・ばいぶる（ABEMA）

## ビッグマッチ一覧
| 大会名                                                             | 日付           | 会場                                         | 観衆     |
| ------------------------------------------------------------------ | -------------- | -------------------------------------------- | -------- |
| 両国ピーターパン〜大人になんてなれないよ〜                         | 2009年8月23日  | 両国国技館                                   | 8,865人  |
| 両国ピーターパン2010〜夏休み ああ夏休み 夏休み〜                   | 2010年7月25日  | 両国国技館                                   | 8,800人  |
| 両国ピーターパン2011〜二度あることは三度ある〜                     | 2011年7月24日  | 両国国技館                                   | 8,660人  |
| 武道館ピーターパン〜DDTの15周年、ドーンと見せます超豪華4時間SP!〜  | 2012年8月18日  | 日本武道館                                   | 10,124人 |
| DDT万博〜プロレスの進歩と調和〜                                    | 2013年8月17日  | 両国国技館                                   | 8,500人  |
| 両国ピーターパン2013〜プロレスの傾向と対策〜                       | 2013年8月18日  | 両国国技館                                   | 9,000人  |
| 両国ピーターパン2014〜人生変えちゃう夏かもね!〜                    | 2014年8月17日  | 両国国技館                                   | 9,100人  |
| さいたまスーパーDDT2015                                            | 2015年2月15日  | さいたまスーパーアリーナコミュニティアリーナ | 6,500人  |
| 両国ピーターパン2015〜DDTより愛をこめて〜                          | 2015年8月23日  | 両国国技館                                   | 6,670人  |
| 大阪オクトパス2015                                                 | 2015年11月28日 | 大阪府立体育会館                             | 2,332人  |
| Judgement2016〜DDT旗揚げ19周年記念大会〜                           | 2016年3月21日  | 両国国技館                                   | 6,938人  |
| 両国ピーターパン2016〜世界でいちばん熱い夏〜                       | 2016年8月28日  | 両国国技館                                   | 5,394人  |
| DDTフェス2016 supported by ナタリー                                | 2016年11月6日  | STUDIO COAST                                 | 1,630人  |
| DDTプロレスリング台湾大会〜ドラマティック・ドリーム・台湾〜        | 2016年11月20日 | ATT SHOW BOX                                 | 675人    |
| 大阪オクトパス2016〜浪花節だよプロレスは〜                         | 2016年12月4日  | 大阪府立体育会館                             | 2,355人  |
| Judgement2017〜DDT旗揚げ20周年記念大会〜                           | 2017年3月20日  | さいたまスーパーアリーナ                     | 10,702人 |
| 両国ピーターパン2017〜ピーターパン 二十歳になっても ピーターパン〜 | 2017年8月20日  | 両国国技館                                   | 5,900人  |
| Judgement2018〜DDT旗揚げ21周年記念大会〜                           | 2018年3月25日  | 両国国技館                                   | 5,796人  |
| 両国ピーターパン2018〜秋のプロレス文化祭〜                         | 2018年10月21日 | 両国国技館                                   | 6,259人  |
| Judgement2019〜DDT旗揚げ22周年記念大会〜                           | 2019年2月17日  | 両国国技館                                   | 4,177人  |
| Wrestle Peter Pan 2019                                             | 2019年7月15日  | 大田区総合体育館                             | 3,798人  |
| 大阪オクトパス2019                                                 | 2019年9月1日   | 大阪府立体育会館第2競技場                    | 678人    |
| Ultimate Party 2019〜DDTグループ大集合!〜                          | 2019年11月3日  | 両国国技館                                   | 5,869人  |
| WRESTLE PETER PAN 2020【DAY1】                                     | 2020年6月6日   | DDT TV SHOWスタジオ（無観客試合）            | 0人      |
| WRESTLE PETER PAN 2020【DAY2】                                     | 2020年6月7日   | DDT TV SHOWスタジオ（無観客試合）            | 0人      |
| Ultimate Party 2020                                                | 2020年11月3日  | 大田区総合体育館                             | 未発表   |
| KAWASAKI STRONG 2021                                               | 2021年2月14日  | カルッツかわさき                             | 900人    |
| CyberFight Festival 2021                                           | 2021年6月6日   | さいたまスーパーアリーナ                     | 4,800人  |
| WRESTLE PETER PAN 2021                                             | 2021年8月21日  | 川崎富士見球技場                             | 1,336人  |
| D王 GRAND PRIX 2021 Ⅱ in Ota-ku                                    | 2021年11月3日  | 大田区総合体育館                             | 775人    |
| NEVER MIND 2021 in Yoyogi                                          | 2021年12月26日 | 国立代々木競技場第二体育館                   | 1,134人  |
| Judgement2022～DDT旗揚げ25周年記念大会～                           | 2022年3月20日  | 両国国技館                                   | 2,516人  |
| MEGA MAX BUMP 2022 in YOKOHAMA                                     | 2022年5月1日   | 横浜武道館                                   | 835人    |
| CyberFight Festival 2022                                           | 2022年6月12日  | さいたまスーパーアリーナ                     | 4,891人  |
| WRESTLE PETER PAN 2022                                             | 2022年8月20日  | 大田区総合体育館                             | 1,250人  |
| NEVER MIND 2022                                                    | 2022年12月29日 | TOKYO DOME CITY HALL                         | 1,207人  |
| Judgement2023〜後楽園史上最長5時間スペシャル〜                     | 2023年3月21日  | 後楽園ホール                                 | 1,138人  |
| WRESTLE PETER PAN 2023                                             | 2023年7月23日  | 両国国技館                                   | 3,465人  |
| DDT BIG BANG 2023                                                  | 2023年9月9日   | 大田区総合体育館                             | 1,363人  |
| Ultimate Party 2023                                                | 2023年11月12日 | 両国国技館                                   | 4,785人  |
| Judgement2024〜旗揚げ27周年記念大会5時間スペシャル〜               | 2024年3月17日  | 後楽園ホール                                 | 1,491人  |
| WRESTLE PETER PAN 2024                                             | 2024年7月21日  | 両国国技館                                   | 4,131人  |
| Ultimate Party 2024                                                | 2024年12月28日 | 両国国技館                                   | 3,579人  |
| Judgement2025～旗揚げ28周年記念大会5時間スペシャル～               | 2025年3月20日  | 後楽園ホール                                 | 未発表   |

## DDTフーズ
2016年10月23日、会社名を株式会社えびすこから株式会社DDTフーズに変更してKUDOが代表に就任。2020年9月1日、株式会社DDTプロレスリング、ノア・グローバルエンタテインメント株式会社、株式会社DDTフーズが経営統合して株式会社CyberFightを設立。

### 開店中の店
プロレス&スポーツBar ドロップキック
2007年7月27日、歌舞伎町にスポーツバーを開店。
- 歴代店長 : 初代：MIKAMI、2代目：柿本大地、3代目：木高イサミ、4代目：彰人、4代目代理：上野勇希と吉村直巳、5代目：高尾蒼馬
- スタッフ : 吉村直巳、渡瀬瑞基、納谷幸男、To-y、のの子、石田有輝

エビスコ酒場
2009年12月7日、歌舞伎町に居酒屋を開店。「エビスコ」は大相撲の隠語で「大食い」。2010年3月、外部招聘の店長が売上金250万円の横領により解雇。2014年4月12日、メニューのレバブツによる食中毒事件が発生して4月25日から5月1日までの営業停止の行政処分を受けた。
- 歴代店長 : 初代店長：外部招聘、2代目：KUDO、3代目：大家健
- スタッフ : 伊橋剛太、高鹿佑也、帯広さやか、須見和馬

### 譲渡・閉店
DDTステーキ
三崎町にステーキハウス専門店を開店。2006年5月28日、オーナーの交代により閉店。
- 店長 : 外部招聘

フレンチカレーミツボシ
2008年11月28日、中野にカレーライス専門店を開店。2010年11月28日、店長の猪熊裕介が料理人としての向上、プロレスラーとして復帰のためミツボシを卒業して後述のニコニコカレーにリニューアルして開店。
- 店長 : 猪熊裕介

ニコニコカレー
2010年12月10日、フレンチカレーミツボシをリニューアルして開店。2011年7月24日、店舗の賃貸契約満了により閉店。
- 店長 : チェリー
- 副店長 : 木曽大介

ベストストレッチ
2012年9月3日、代々木上原店としてストレッチ専門店を開店。2012年から2018年までDDTの関連部門として運営。トレーナーは風戸大智。
2013年4月8日、柏店が開店。トレーナーは諸橋晴也。
2016年4月15日、新宿御苑前店が開店。トレーナーは勝俣瞬馬。
2016年10月31日、柏店が閉店。
2019年1月、代々木上原店の営業権を風戸大智に譲渡。
新宿ぎょえん整骨院・鍼灸治療院
2016年4月15日、新宿に開店。院長は松永智充。
2018年6月29日、閉店。
Bar Lounge SWANDIVE
2016年2月23日、新宿にバーを開店。2023年12月29日をもって閉店。
- 店長 : 井上マイク
- スタッフ : 高鹿佑也、YuuRI、咲百合、稲田徹

## DDT芸能部
DDTグループの所属選手とスタッフの芸能活動の窓口として設けた。2009年10月、株式会社STFを設立して代表取締役に嶋田信一郎が就任。その後、DDTの内部組織として統合された。

## 同人誌
2008年、男色ディーノがプロレススーパースター列伝の作画担当の原田久仁信に直談判したことで同人誌の製作が決まる。前作の風刺を忠実に所属選手が描かれている。同人誌として販売のためDDTの試合会場、通信販売、コミックマーケットなどの同人誌即売会場での販売となる。発行元はファンタジスタ。
- 男色ディーノ編
- 飯伏幸太編
- HARASHIMA編
- ポイズンJULIE澤田編
- 男色ディーノ編2
- ヨシヒコ編
- マッスル編
- 男色ディーノ編3

## コラボレーション
- BLACKOUT

2013年、ドン・キホーテとのコラボレーションにより発売されたエナジードリンク。2022年をもって終売。
- リング☆ドリーム 女子プロレス大戦

2014年、サクセスとのコラボレーションにより所属選手が美少女キャラクター化して登場。
- RX（レクサス）

2015年10月26日、渋谷ヒカリエで行われた発表会イベント「LEXUS RX AMAZING NIGHT」でHARASHIMA（覆面レスラー「レスラー RX」役）と竹下幸之介（ヒールレスラー「Mr.ベイダー」役）によるエキシビジョンマッチが行われた。
- 旗揚!けものみち

2019年10月より放送されていたテレビアニメ。DDTプロレスリングが制作に協力しており、放送に先駆けて公開された実写プロモーションビデオならびにオープニング曲「 闘魂（ファイト）! ケモナーマスク」のプロモーションビデオにHARASHIMA（ケモナーマスク役）とMAO（MAO（マカデミアンオーガ）役）で出演。AT-Xや動画配信サービスでは各話放送後にスーパー・ササダンゴ・マシンなど所属選手がその日の放送回に登場したプロレス技を実写で再現するミニコーナー「今週のけものみち」が放送・配信されていた。
この他、11月10日に豊島区中池袋公園で開催されたアニメイトガールズフェスティバルのイベント「DDTプロレスリング×AGF2019〜きらめく乙女の筋肉ランド〜」でケモナーマスク&上野勇希組対MAO&坂口征夫組によるスペシャルコラボマッチが行われた。
- グレース観光

高速バス「グレースライナー」にDDTプロレスのラッピングバスを使用。また、保有バスの車両ナンバーは高木三四郎の名前に因んだ「346」で統一されている。